# Sympoliteia
Una sympoliteia (en griego antiguo: συμπολιτεία, “ciudadanía conjunta”) fue un tipo de ̊tratado de organización política en la Antigua Grecia. Era la unión de dos o más polis, en la antigua Grecia El término derivaba del verbo sympoliteuein, que significa “compartir la vida política”, “vivir como co-ciudadanos” o “vivir como ciudadanos de la misma polis. Se saattoi viitata monenlaisiin liittoihin kaupunkien välillä.
Durante el período helenístico, ocurrió de dos maneras. En la Grecia continental, el término fue generalmente utilizado para designar un Estado federal consistente de polis individuales con instituciones y ciudadanía compartida. Ejemplos de ello son la Liga Aquea y la Liga Etolia. El concepto también fue utilizado para referirse a la fusión política de dos o más polis vecinas. Esto podía eventual pero no necesariamente, conducir a la desaparición de una de las polis participantes. Esta segunda forma fue común en la Asia Menor helenística.
La sympoliteia multilateral suponía la introducción de una legislación e instituciones comunes, como la asamblea, diferentes a las de las polis originales, las que se mantenían en sus respectivas competencias, coexistiendo con aquellas creadas en virtud de la confederación. Asimismo, se creaban santuarios y fiestas federales administradas también a propósito de la sympoliteia.
Un ejemplo temprano es la sympoliteia de Olinto en 432 a. C., cuando otras polis permanecieron independientes y también tenían su propia ciudadanía, pero pasaron a formar parte de la de Olinto.
La sympoliteia es a menudo contrastada con la isopoliteia, tratado por el cual se le otorgaban iguales derechos de ciudadanía a los ciudadanos de las polis participantes, pero que mantenían su independencia política. Autores contemporáneos del periodo helenístico podían usar el término de manera menos estricta; Polibio, por ejemplo, usaba el término sympoliteia para referirse a la ciudadanía compartida otorgada por ambos tipos de tratados. De modo similar, existe una considerable superposición conceptual entre las ideas de sinecismo y sympoliteia.
Otro término estrechamente relacionado con la sympoliteia es la simaquía, o alianza militar. Sin embargo, además de la isopoliteia y la simaquía, que también podían acordarse por separado, la sympoliteia solía implicar —al menos en cierto grado— una administración conjunta.